# Canadian Professional Hockey League 1927/28
Die Saison 1927/28 war die zweite reguläre Saison der Canadian Professional Hockey League (CPHL). Meister wurden die Stratford Nationals.

## Teamänderungen
Folgende Änderungen wurden vor Beginn der Saison vorgenommen:
- Die Detroit Olympics wurden als Expansionsteam in die Liga aufgenommen.
- Die Kitchener Millionaires wurden als Expansionsteam in die Liga aufgenommen.
- Die Toronto Ravinas wurden als Expansionsteam in die Liga aufgenommen.

## Modus
In der Regulären Saison absolvierten die acht Mannschaften jeweils 42 Spiele. Für einen Sieg erhielt jede Mannschaft zwei Punkte, bei einem Unentschieden einen Punkt und bei einer Niederlage null Punkte.

## Reguläre Saison

### Tabelle
Abkürzungen: GP = Spiele, W = Siege, L = Niederlagen, T = Unentschieden, GF = Erzielte Tore, GA = Gegentore, Pts = Punkte
|                         | GP | W  | L  | T  | GF  | GA  | Pts |
| ----------------------- | -- | -- | -- | -- | --- | --- | --- |
| Stratford Nationals     | 42 | 25 | 12 | 5  | 104 | 53  | 55  |
| Detroit Olympics        | 42 | 24 | 14 | 4  | 95  | 75  | 52  |
| Hamilton Tigers         | 42 | 19 | 17 | 6  | 100 | 90  | 44  |
| Kitchener Millionaires  | 42 | 19 | 17 | 6  | 103 | 110 | 44  |
| Toronto Ravinas         | 42 | 20 | 18 | 4  | 93  | 95  | 44  |
| Niagara Falls Cataracts | 42 | 13 | 17 | 12 | 89  | 99  | 38  |
| Windsor Hornets         | 42 | 13 | 24 | 5  | 115 | 138 | 31  |
| London Panthers         | 42 | 14 | 26 | 2  | 103 | 141 | 30  |